# Michael Abrash
Michael Abrash est un programmeur et un rédacteur technique spécialisé dans l’optimisation de code et dans la programmation en assembleur. Il commence sa carrière dans les années 80 en tant que programmeur sur plusieurs jeux vidéo tels que Space Strike (1982), Cosmic Crusader (1982), Big Top (1983) et Snack Attack II. Durant cette période, il écrit de nombreux articles pour le magazine Programmer's Journal, articles publiés plus tard dans un livre appelé Power Graphics Programming (1989). Celui-ci est suivi en 1990 d’un deuxième ouvrage, Zen of Assembly Language, qui se focalise sur l’optimisation de la programmation en assembleur pour les processeurs 16 bits 8086.
Après avoir travaillé pour Microsoft sur la programmation de Windows NT 3.1, il est recruté par id Software pour développer le moteur graphique de Quake avec John Carmack,. Il retourne ensuite travailler pour Microsoft jusqu’en 2001 avant d’intégrer RAD Game Tools en 2002 ou il coécrit  le logiciel de rendu Pixomatic utilisé dans des jeux comme Unreal Tournament 2004 pour émuler les fonctions des cartes graphiques DirectX 7. En 2011, il rejoint le studio de développement Valve en même temps que Scott Ludwig et Mike Sartain. En mars 2014, il devient chef de l'équipe scientifique de la société Oculus VR. 